# Université slave de Bakou
L'université slave de Bakou (USB) (en azerbaïdjanais : Bakı Slavyan Universiteti), parfois appelée université slovaque de Bakou, est une université publique située à Bakou, en Azerbaïdjan.

## Histoire
L'institution a été fondée par décret du Conseil des commissaires du peuple de l'Union soviétique le 2 février 1946 en tant qu'Institut d'État des enseignants d'Akhoundov. L'université a été refondée en 2000 sur la base de l'Institut pédagogique azerbaïdjanais de langue et de littérature russes M. Akhoundov, après une réorganisation du système éducatif azéri.
30 juillet 1948 dans la profession d'enseignant de langue et de littérature russes dans les écoles secondaires d'Azerbaïdjan tient la première promotion des spécialistes.

## Facultés
Il y a 5 facultés et 7 départements :
- Faculté de pédagogie
- Faculté de linguistique et d'enseignement des langues étrangères
- Faculté de traduction
- Faculté des relations internationales et des études régionales
- Faculté de linguistique et de journalisme azerbaïdjanais

### Départements
- Département de doctorat[2]
- Département de l'analyse des recherches et innovations scientifiques
- Département de gestion éducative et des technologies éducatives
- Département des affaires étudiantes et des diplômés
- Département des ressources de gestion électronique
- Département des relations internationales
- Département de la pratique et du développement de carrière des diplômés

## Bibliothèque
La bibliothèque a été établie à l'université depuis sa fondation, 1946. La plupart des changements à l'université ont affecté la structure de la bibliothèque ainsi que son fonctionnement. Le président de la République d'Azerbaïdjan, Ilham Aliyev a signé un décret pour la restauration de l'université slave de Bakou en 2008. La majeure partie du financement a été consacrée au déménagement de la bibliothèque dans la nouvelle zone.

## Personnalités liées à l'université

### Étudiants
- Eldar Qasımov - chanteur azerbaïdjanais, vainqueur du concours Eurovision de la chanson 2011. Humain de l'année en Azerbaïdjan (2011)[3]
- Telman Djafarov -  vice-recteur sur les questions éducatives de l'université slave de Bakou[3]
- Vali Khidirov - linguiste, spécialiste des études caucasiennes[3]
- Kheyrulla Aghayev- chercheur, écrivain. Rédacteur en chef du journal "Oil Rocks"[3]
- Amina Youssifgizi - actrice, Artiste populaire d'Azerbaïdjan (1998)[3]